# Archieparchia kijowska
Archieparchia (archidiecezja) greckokatolicka w Kijowie – greckokatolicka archieparchia utworzona 2 kwietnia 1996 z egzarchii kijowsko-wyszhorodzkiej dekretem kardynała Myrosława Lubacziwśkiego. 
Podczas synodu biskupów greckokatolickich we Lwowie, który odbył się w dniach 1-5 lipca 2001, zatwierdzono podział egzarchii kijowsko-wyszhorodzkiej, jednocześnie wydzielając z niego egzarchię doniecko-charkowską i egzarchię odesko-krymską.
21 sierpnia 2005 przeniesiono siedzibę całej cerkwi greckokatolickiej do Kijowa, a 23 stycznia 2008 wydzielono z archieparchii egzarchię łucką (wołyńską). W związku z tym od 2008 archieparchia obejmuje miasto Kijów oraz obwody: kijowski, czernihowski, czerkaski, winnicki i żytomierski.
Arcybiskupem większym kijowskim jest Światosław Szewczuk, a biskupami pomocniczymi Josyf Miljan i Stepan Sus.